# ماکس کلینگر

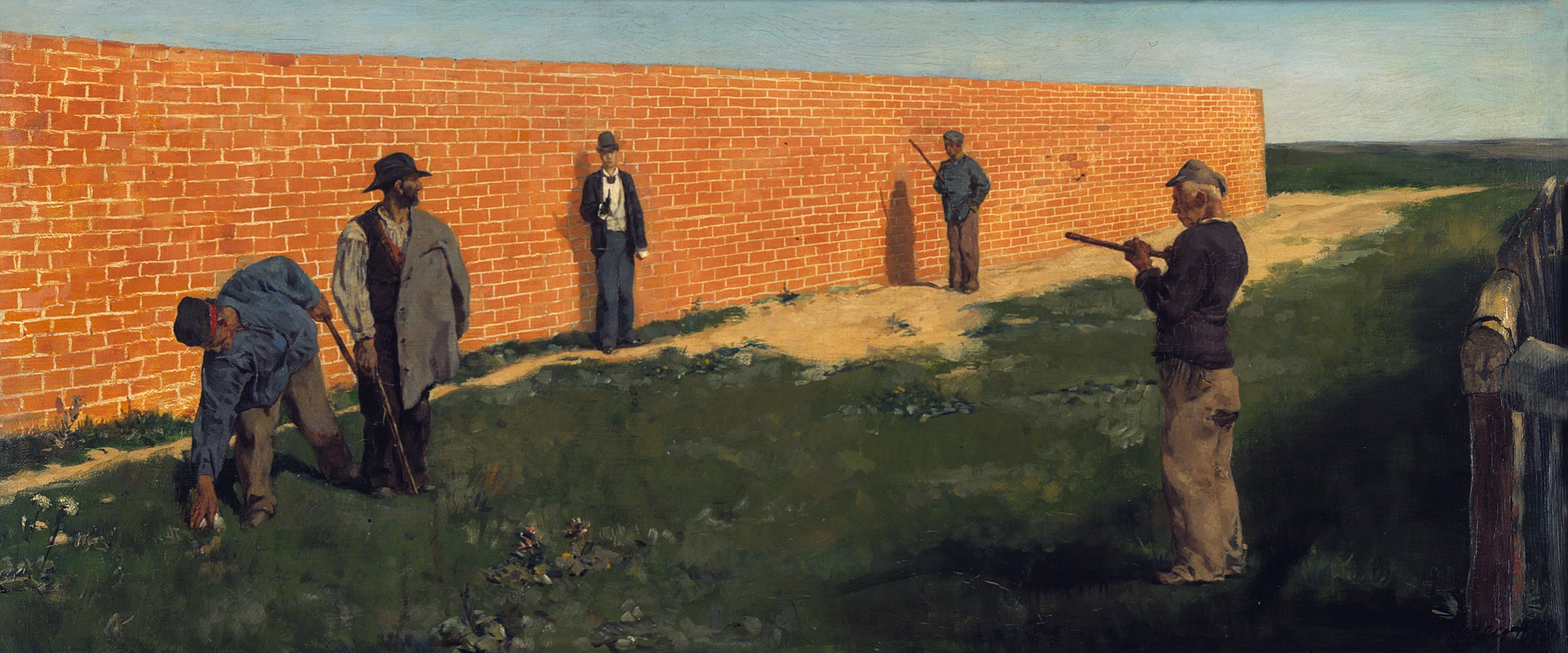
پیاده‌روی، یک نقاشی بر روی تخته از ماکس کلینگر، نقاش نمادگرای آلمانی است که در سال ۱۸۷۸ میلادی، خلق شد. موضوع اثر یک صحنه در مرز بین خیال و واقعیت است که در آن مردی در پیاده‌رو (در مرکز تصویر، پشت به دیوار) را در حالی که توسط چند نفر باتون به‌دست دوره شده، نشان می‌دهد که برای دفاع از خود در مقابل اعضای باند، اسلحه‌ای کوچک را بیرون کشیده است. فاصله‌های متناسب ریتمیک بین چهره‌ها و سایه‌های تند آن‌ها بر انزوای‌شان تأکید می‌کند. این اثر اکنون در مالکیت نگارخانه ملی کهن در شهر برلین قرار دارد.

ماکس کلینگر (آلمانی: Max Klinger; ۱۸ فوریهٔ ۱۸۵۷ – ۵ ژوئیهٔ ۱۹۲۰) نقاش سمبولیست، مجسمه‌ساز، گراورساز و نویسندهٔ اهل آلمان بود. کلینگر با جنبش‌های سمبولیسم، جدایی وین و یوگنداشتیل، که نمود آلمانی هنر نو بود، مرتبط است.

## زندگی
ماکس کلینگر در شهر لایپزیگ، واقع در پادشاهی ساکسونی، در خانواده‌ای ثروتمند و برجسته متولد شد. او در سال ۱۸۷۴ در آکادمی هنرهای زیبا در کارلسروهه ثبت‌نام کرد و در آنجا شاگرد کارل گوسو بود. زمانی که گوسو کارلسروهه را ترک کرد و مدیر آکادمی هنرهای زیبا در برلین شد، کلینگر نیز برای تکمیل تحصیلاتش به برلین نقل مکان کرد.
کلینگر استودیوی خود را با کریستیان کروگ به اشتراک گذاشت. این دو علاقه مشترکی به نویسندگان ناتورالیست فرانسوی مانند امیل زولا و گوستاو فلوبر داشتند، که در آثار خود به جنبه‌های تاریک زندگی شهری و ریاکاری جامعه و بورژوازی می‌پرداختند.
در آن زمان، رئالیسم سبک غالب در آلمان بود و کلینگر تنها با تعداد معدودی از هنرمندان مانند آرنولد بوکلین احساس هم‌ذات‌پنداری می‌کرد. کلینگر در سال ۱۸۷۷ از آکادمی هنر فارغ‌التحصیل شد و به بررسی و مطالعه آثار چاپی و حکاکی استادانی مانند دورر، رامبرانت، گویا، رونگه، منتسل و روپس پرداخت، که به علائق او نزدیک‌تر بودند.
کلینگر کارآموزی خود را در زمینه حکاکی زیر نظر هرمان زاگرت آغاز کرد و به سرعت به یک حکاک ماهر و خلاق تبدیل شد. او مدتی در سال ۱۸۷۹ به بروکسل سفر کرد و در سال بعد، مدت زمانی را در مونیخ گذراند. کلینگر در آن زمان با طراحی‌های قلم و مرکب و آثار چاپی‌اش شهرتی به دست آورده بود. در سال ۱۸۸۱، او دو مجموعه از حکاکی‌های خود را منتشر کرد، که بلافاصله موفقیت چشم‌گیری کسب کرد و شهرت او را بیش از پیش تثبیت کرد.

## نگارخانه

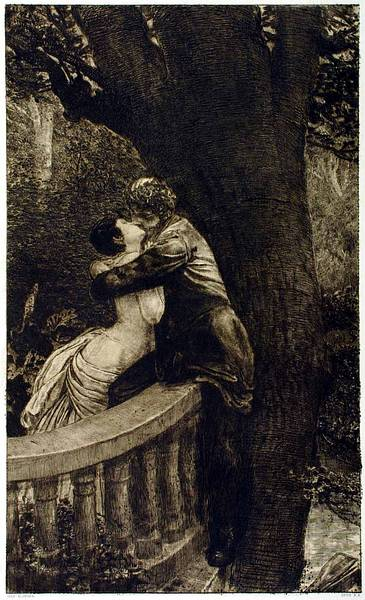
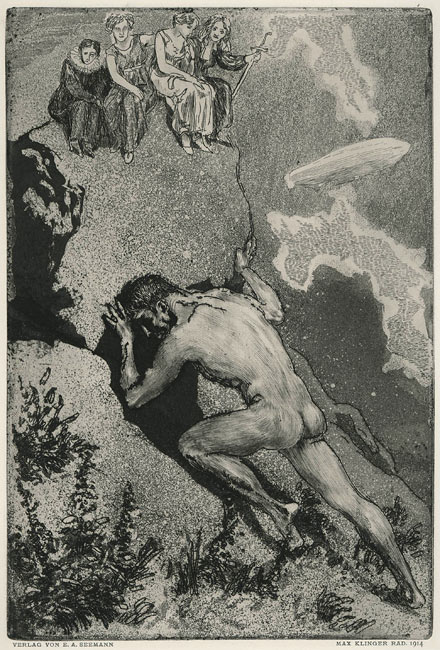
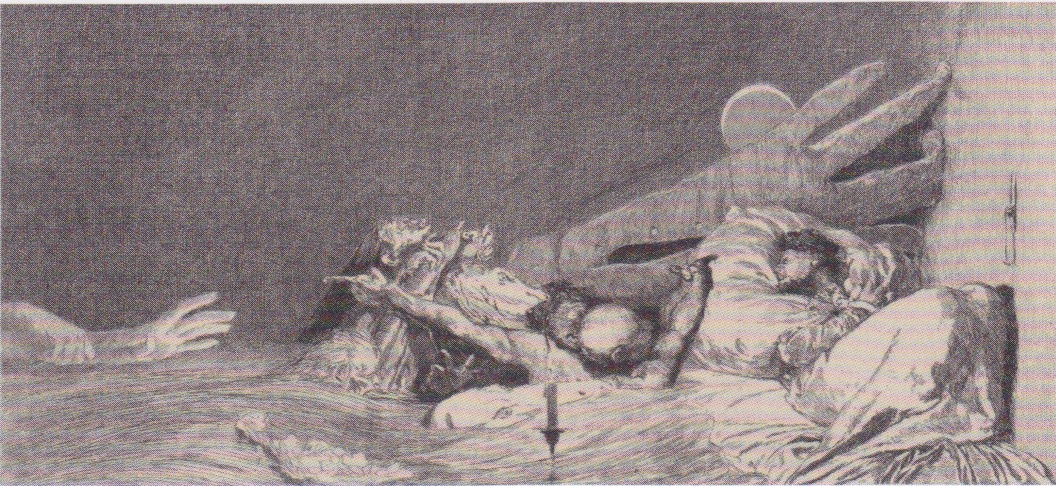
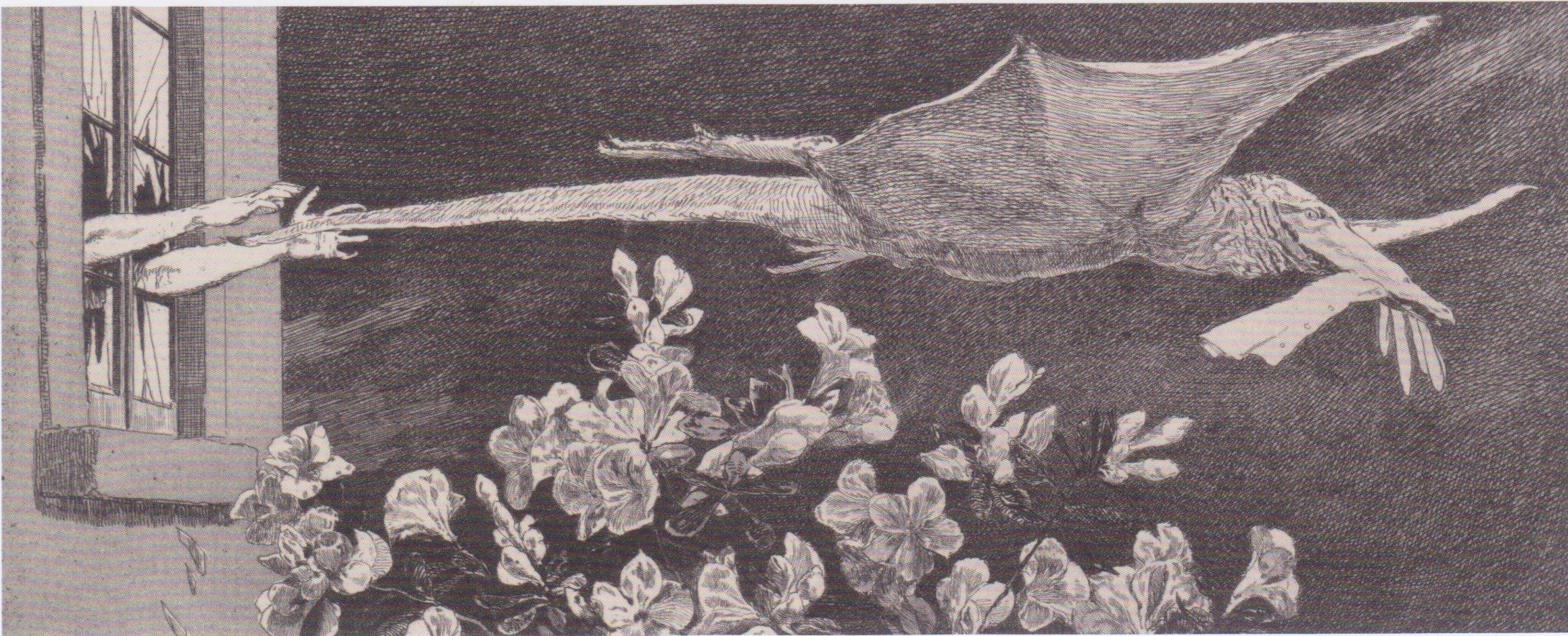
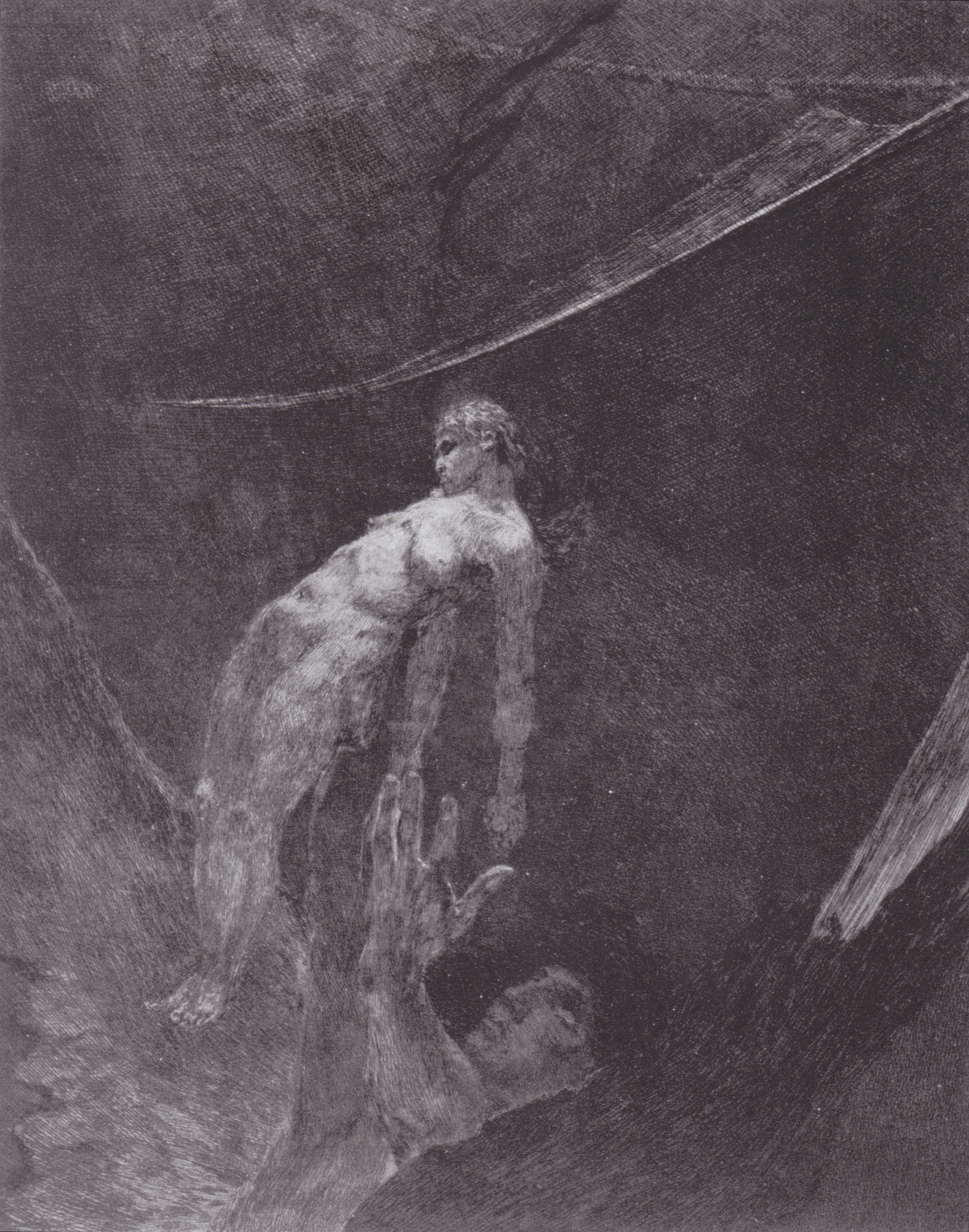
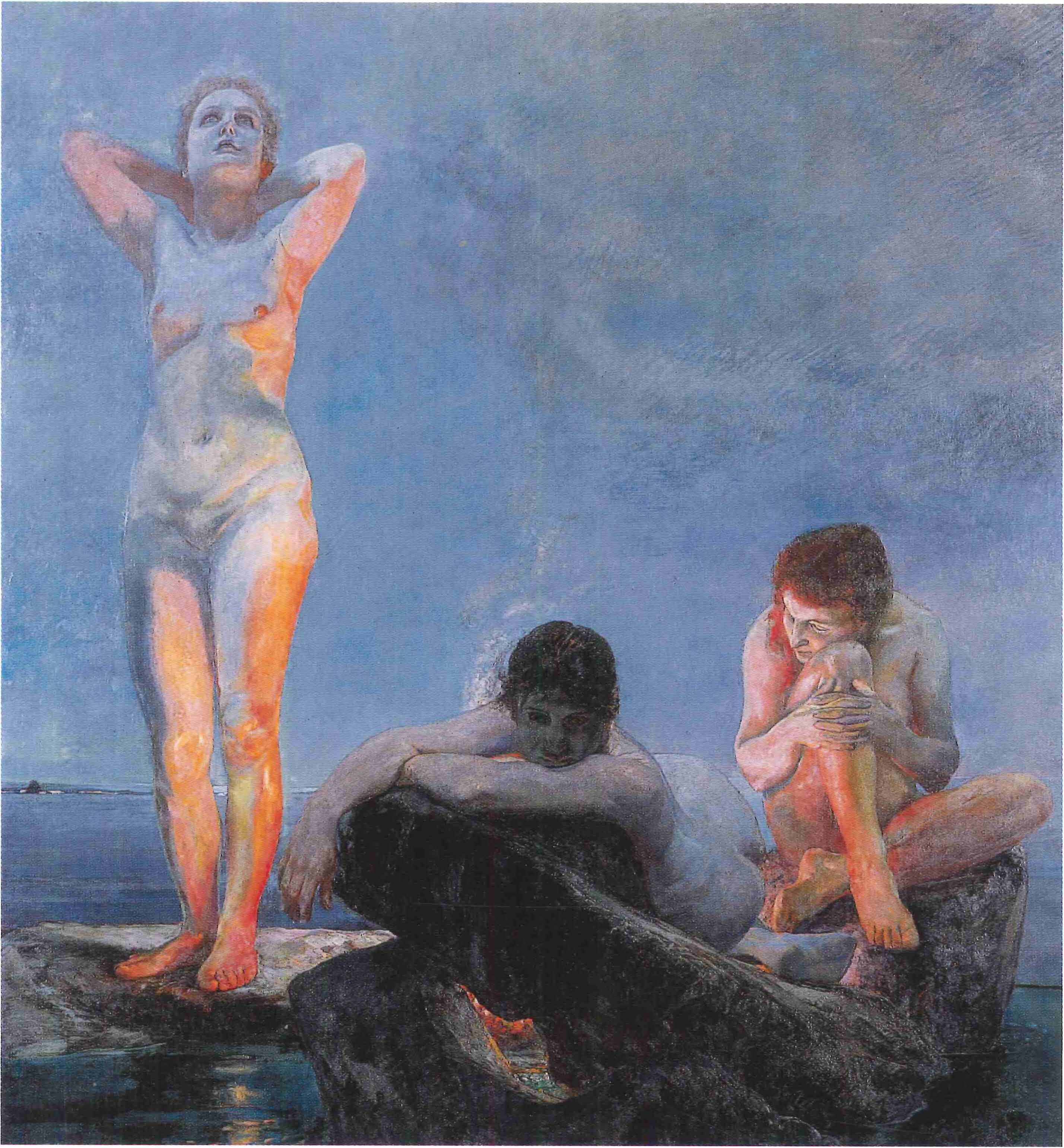
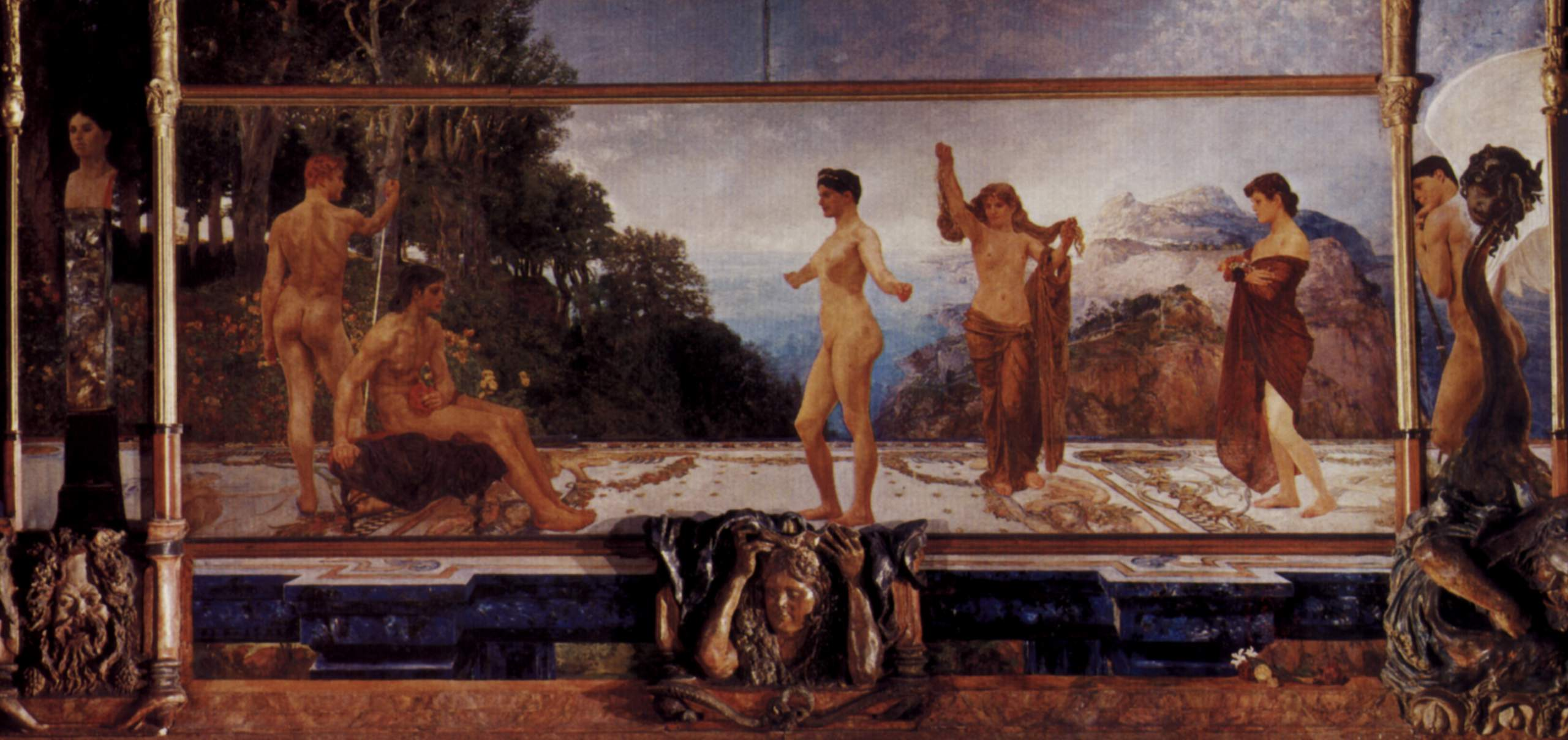
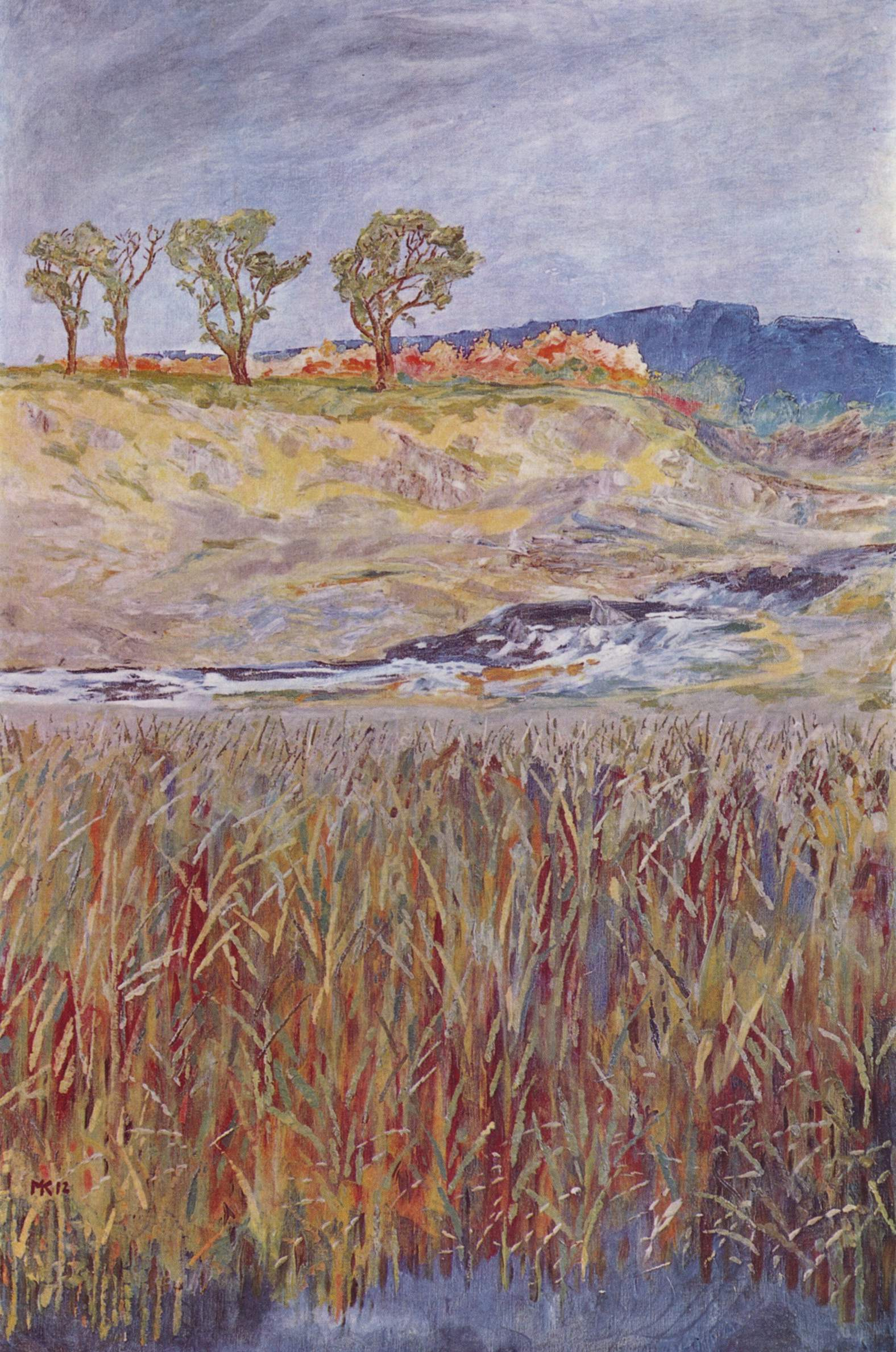
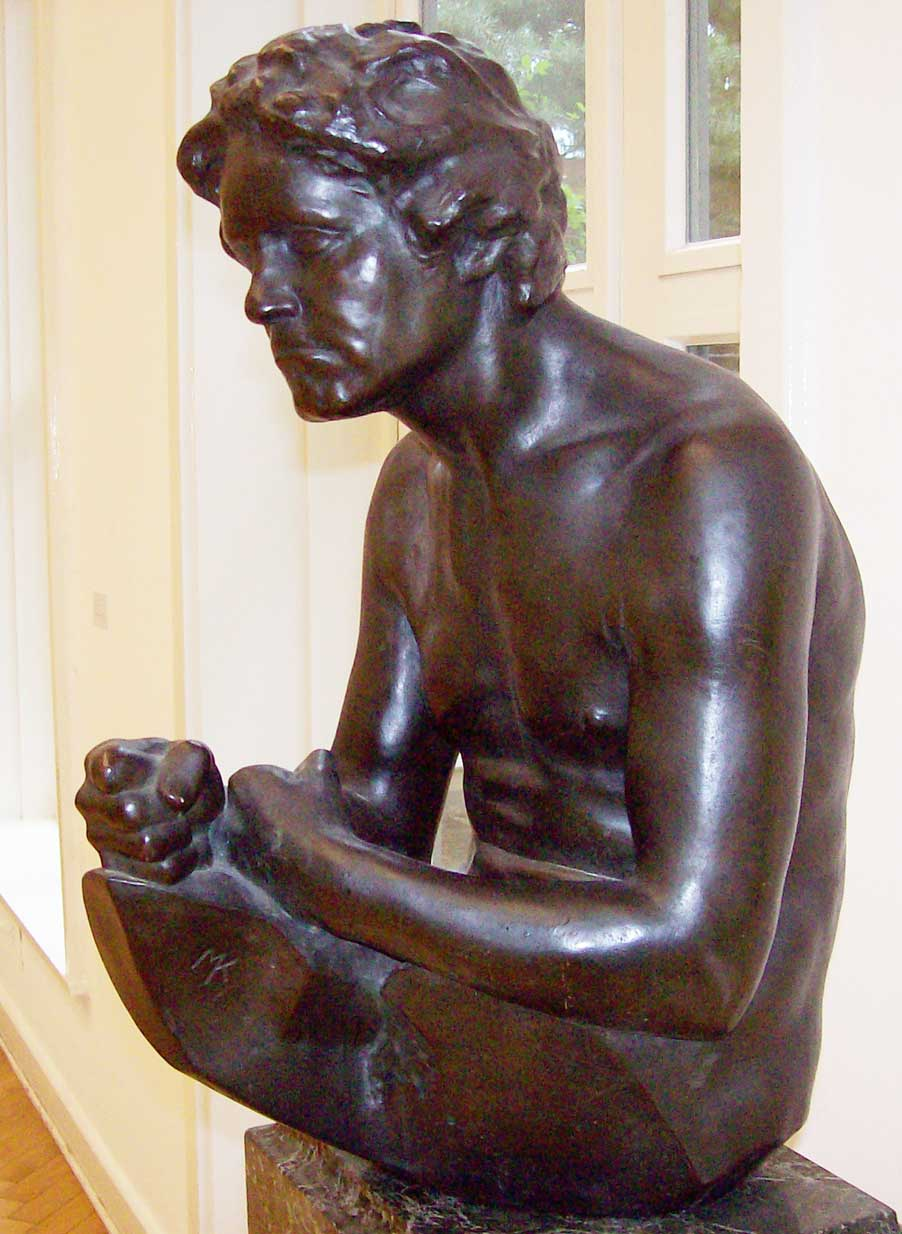
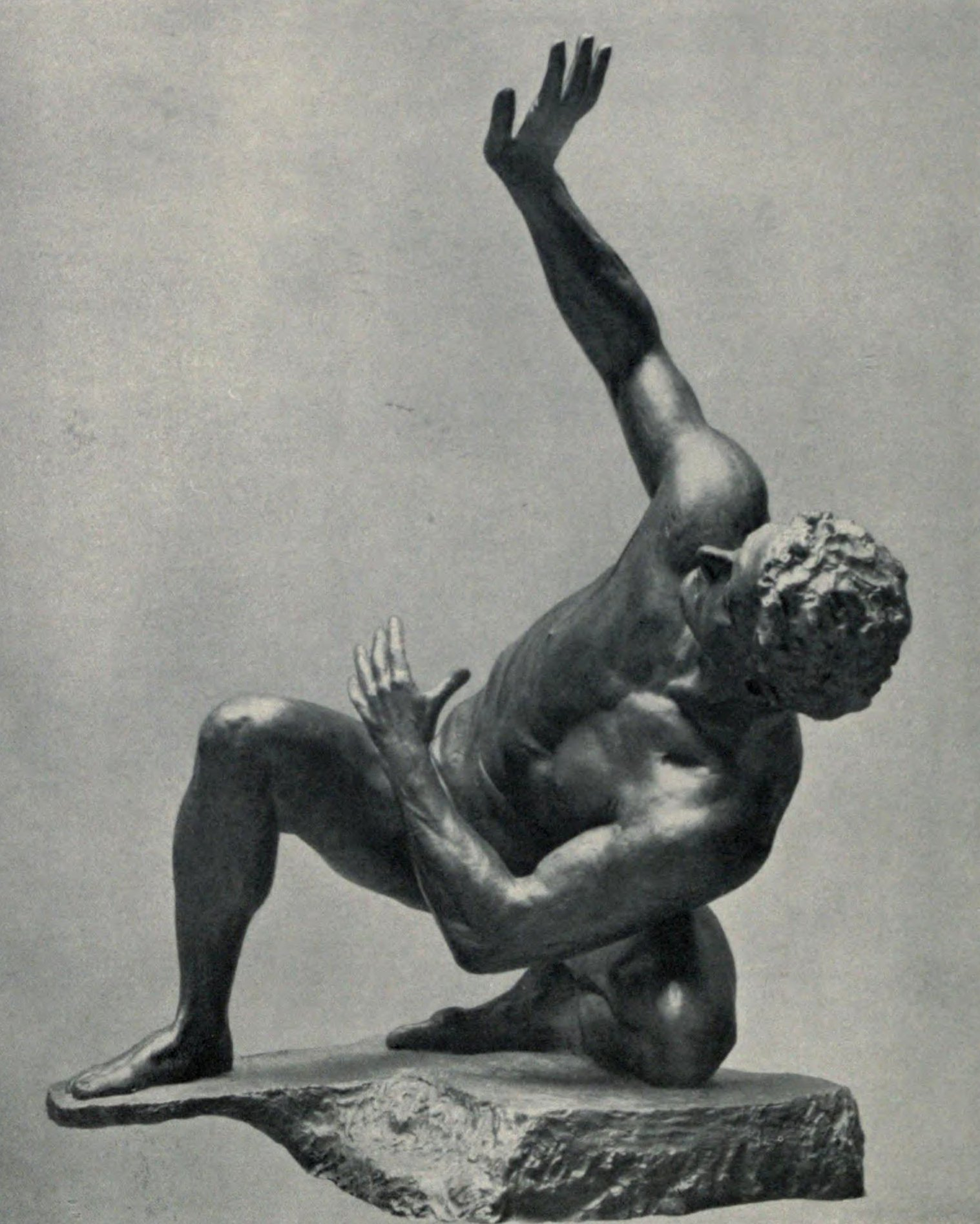